# Santa María del Mercadillo
Santa María del Mercadillo är en kommun i Spanien.   Den ligger i provinsen Provincia de Burgos och regionen Kastilien och Leon, i den centrala delen av landet, 160 km norr om huvudstaden Madrid. Antalet invånare är 136. Arean är 30 kvadratkilometer.
Terrängen i Santa María del Mercadillo är platt.